# Rumorismo
Il termine rumorismo, bruitismo (dal francese bruitisme, a sua volta derivato da bruit, rumore) o noise music (traduzione in lingua inglese), designa l'“arte dei rumori” inaugurata negli anni dieci del Novecento dal compositore e pittore futurista Luigi Russolo. Queste arti sonore sono caratterizzate dall'impiego di elementi come cacofonia, dissonanza, atonalità, rumore, indeterminazione e ripetizione nella propria realizzazione. Il termine si diffuse dapprima in Italia e Francia e poi, attraverso l'avanguardia dadaista, in Germania.
Russolo, partendo dalle posizioni futuriste di Filippo Tommaso Marinetti e presto affiancato dal musicista Francesco Balilla Pratella, rivendicava il rumore come elemento essenziale del linguaggio musicale, non meno dei "suoni determinati" della tradizione.
Importante per l'evoluzione successiva del rumorismo furono anche gli esperimenti sulla atonalità condotti da compositori come Arnold Schönberg che proposero l'inclusione di strumenti allora considerati dissonanti ed il successivo sviluppo delle tecniche delle dodici tonalità e del serialismo. Nel suo libro 1910: the Emancipation of Dissonance, Thomas J. Harrison sentenzia che questo movimento può essere descritto come metanarrativo per giustificare il fatto di essere chiamato rumore atonale dionisiaco.
Questa concezione del suono e della musica non lasciò insensibili compositori come Arthur Honegger, Darius Milhaud, Igor' Fëdorovič Stravinskij e Edgard Varèse e, soprattutto a partire dagli anni cinquanta, trova importanti riflessi nella musica concreta, nella musica contemporanea orientata verso la gestualità e in alcune tipologie di sonorizzazione ambientale.
Negli anni sessanta il rumore esce dai circuiti della musica colta e delle avanguardie storiche per contaminarsi con generi di matrice più popular, fino ad arrivare al largo impiego di feedback di artisti come Jimi Hendrix e agli esperimenti sonori di Lou Reed in Metal Machine Music.
Altri musicisti di attitudine rumorista sono Iannis Xenakis, Karlheinz Stockhausen, Theatre of Eternal Music, Rhys Chatham, Ryoji Ikeda, Survival Research Laboratories, Whitehouse, Cabaret Voltaire, Psychic TV, Hermann Nitsch in Orgien Mysterien Theater, e i primi lavori di La Monte Young. Generi come la musica industrial, il Power noise, e la musica glitch affondano le proprie radici nel rumorismo.

## Storia

### Le origini
(Luigi Russolo)

#### Il rumorismo futurista

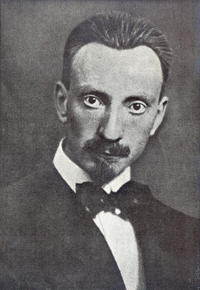
Luigi Russolo nel 1916

Zang tump tump! L' “artiglieria onomatopoetica”, come la chiamava Filippo Tommaso Marinetti, fu in origine redatta in una lettera inviata nel 1912 dalle trincee bulgare al pittore Luigi Russolo.
Ispirandosi alla descrizione di Marinetti dell'“orchestra della grande Battaglia” – “tutti i cinque secondi, i cannoni dell'assedio sventagliavano lo spazio di un accordo, ZAM TUUM, ammutinamento di cinquecento echi per incornarlo, polverizzarlo, disperderlo all'infinito” - Russolo cominciò a studiare l'arte dei rumori.
Fu in seguito al concerto che Francesco Balilla Pratella tenne nel marzo 1913 a Roma, in un Teatro Costanzi affollato, che Russolo redasse il suo manifesto intitolato L'arte dei rumori nel quale dichiarò che la rivoluzione industriale aveva dato agli uomini moderni una maggiore capacità di apprezzare i suoni più complessi. Russolo riteneva che la tradizionale musica melodica fosse riduttiva e prevedeva che un giorno sarebbe stata sostituita dal rumorismo musicale.
L'arte di Balilla Pratella lo confortò nell'idea che il suono delle macchine poteva costituire un importante materiale sonoro per la musica e, riferendosi a Pratella, Russolo dichiarò che ascoltando l'esecuzione orchestrale della “possente musica futurista” aveva finalmente conosciuto una nuova arte, l'arte dei rumori appunto.
Russolo inventò una definizione più precisa di rumore: nell'antichità – spiega – non c'era che il silenzio, ma con l'invenzione, nel XIX secolo, della macchina, “era nato il rumore”.
Da allora, il rumore regnò come “un maestro assoluto per la sensibilità degli uomini”.
Inoltre l'evoluzione della musica seguì un corso parallelo alla “moltiplicazione delle macchine”, creando una rivalità di rumori “non soltanto nell'atmosfera rumorosa delle grandi città, ma anche nelle campagne che fino a ieri erano abitualmente silenziose”, in modo che “il suono puro, nella sua esiguità e nella sua monotonia, non sollevava più emozioni”.

#### L'intonarumori

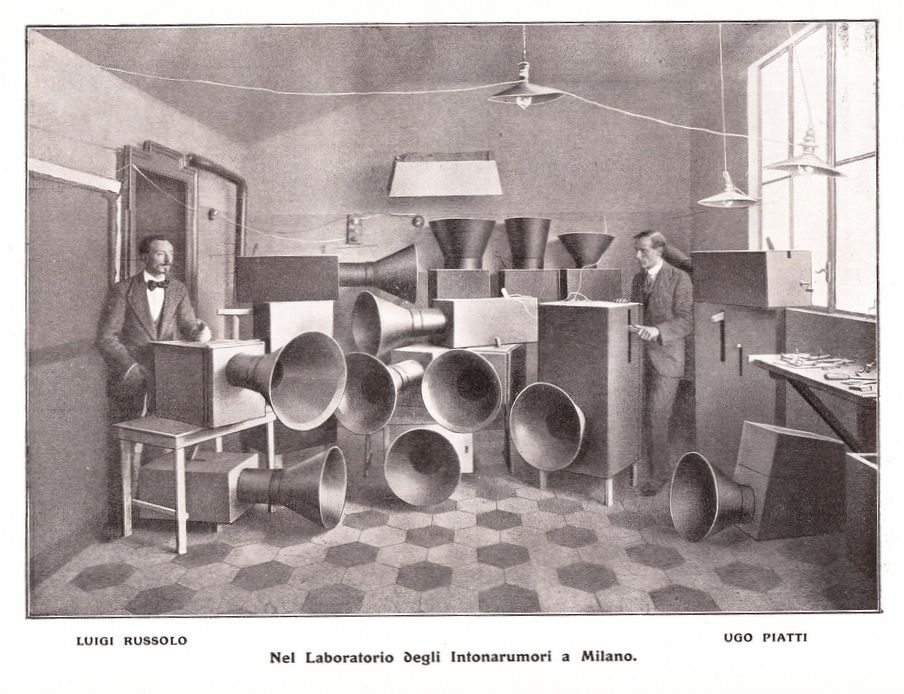
Luigi Russolo ed Ugo Piatti nel laboratorio degli Intonarumori di Milano nel 1913

L'arte dei rumori di Russolo cercò di associare il suono dei tram, i motori a scoppio e le folle urlanti.
Furono costruiti degli strumenti speciali che con il giro di una manovella, producevano questi effetti e furono chiamati intonarumori.
Erano delle casse rettangolari in legno, alte circa un metro e muniti di amplificatori a forma di imbuto e che contenevano diversi motori che producevano “una famiglia di rumori”, l'orchestra futurista. Secondo Russolo, si potevano così ottenere trentamila rumori differenti.
Dei concerti di musica rumorista furono di seguito dati nella lussuosa Villa Rosa di Marinetti a Milano, l'11 agosto 1913, e poi nel giugno del 1914 al Colisseum a Londra.
Il Times fece questa descrizione dell'evento: “Degli strani strumenti con la forma di imbuto… evocanti il suono che si può udire nelle manovre di un piroscafo che attraversa la Manica con un mare cattivo; i musicisti - o potremmo dire i “rumoristi”? - hanno commesso l'imprudenza di intonare il loro secondo pezzo… poi si sentirono le grida patetiche “basta!” che furono da tutti punti sovreccitati della sala.”
Nessuno dei suoi dispositivi originali è sopravvissuto, ma di recente sono stati ricostruiti alcuni che sono utilizzati in presentazioni ed esposti in musei. Nonostante le opere di Russolo abbiano solo una leggera somiglianza con i lavori della musica noise moderna, essi rappresentano un'importante ed essenziale tappa nell'evoluzione di questo genere, e oggi molti artisti riconoscono il suo manifesto come uno dei lavori più fondamentali.
La musica rumorista fu integrata negli spettacoli futuristi, essenzialmente come musica di fondo (in questo senso può considerarsi come antesignana della musica ambientale).

#### La Macchina tipografica di Balla

Giacomo Balla, Autocaffè, 1929

Ma, come il manifesto l'Arte dei rumori suggeriva diversi modi di meccanizzare la musica, quello della “declamazione dinamica e sinottica” espose nelle loro grandi linee le regole applicabili alle azioni corporali ispirate ai movimenti spezzati delle macchine, “gesticolate meccanicamente in un modo topologico, come un disegnatore creante simmetricamente in pieno cielo dei cubi, dei coni, delle spirali e delle ellissi”.
La “macchina tipografica”, del 1914, di Giacomo Balla, applicò direttive sui movimenti meccanici in una rappresentazione privata in onore di Sergej Djagilev. Dodici persone, ognuna incarnante una parte della macchina, si esibirono davanti ad una tela di fondo sulla quale era dipinta un'unica parola “tipografica”. Tenendosi, uno dietro l'altro, sei interpreti, le braccia tese, che simulavano dei pistoni, mentre gli altri sei formavano una “ruota” mossa da quei pistoni.
Lo spettacolo aveva lo scopo della ripetizione affinché la precisione meccanica fosse assicurata.
Uno dei partecipanti, l'architetto Virgilio Marchi, spiegò che Balla aveva disposto gli interpreti secondo delle figure geometriche, mettendole in scena in questo modo affinché ciascuno rappresentasse “l'anima delle differenti parti di una rotativa”.
Ad ogni esecutore era attribuito un suono onomatopeico che accompagnava ogni suo movimento specifico “mi si domandò di ripetere con violenza la sillaba STA”, precisò Macchi.
Questa meccanizzazione dell'interprete si rifaceva in parte alla idee dell'inglese Edward Gordon Craig, direttore di teatro e teorico, noto per la sua influente rivista The Mask pubblicata a Firenze (e che aveva riedito nel 1914 il Manifesto del teatro di varietà).

### Dada: Found sound e Ready-made
Nel 1916 anche Marcel Duchamp inizia a lavorare con i rumori, seguendo strade diverse da quelle dei futuristi. Uno dei suoi Ready-made dal titolo A Bruit Secret (Un Rumore Segreto), era un lavoro in collaborazione con Walter Arensberg che vedeva la creazione di uno strumento rumoroso.
Nello stesso periodo, si iniziava ad esplorare l'utilizzo di found sound (suoni trovati) come risorse musicali. Uno dei primi esempi ne fu Parade, una performance presentata al Chatelet Theatre di Parigi il 18 maggio 1917 ideata da Jean Cocteau, con il design di Pablo Picasso, coreografie di Leonid Massine e musiche di Eric Satie. La composizione musicale includeva oggetti come dinamo, macchine per codice Morse, Sirene, motori di aeroplano e macchine da scrivere. Tali suoni venivano chiamati da Cocteau trompe l'oreille.

### Dagli anni venti agli anni cinquanta
(John Cage The Future of Music: Credo (1937))
Nel decennio tra 1920 e 1930, compositori di musica contemporanea come Edgard Varèse e George Antheil cominciarono ad utilizzare primi strumenti musicali meccanici, come ad esempio la pianola e la sirena, al fine di creare musica che rispecchiasse il rumore del mondo moderno. La più famosa composizione rumorista di Antheil è il suo Ballet mécanique (1924), originariamente concepito come accompagnamento musicale all'omonimo film Dada, di Dudley Murphy e Fernard Léger. I creatori del film e i compositori decisero di far evolvere separatamente le loro creazioni, nonostante tra i crediti del film venne segnalato Antheil. In ogni caso, il Ballet Mécanique fu rappresentato come concerto musicale per la prima volta a Parigi nel 1926.
Nel 1930, sotto l'influenza di Henry Cowell a San Francisco, Lou Harrison e John Cage iniziarono a comporre tramite l'utilizzo di percussioni assemblate da "cianfrusaglie", cercando nelle discariche e nei negozi di antiquariato della Chinatown oggetti adeguati, come tamburi, vasi da fiori, gong, e tanto altro ancora. Cage ha iniziato la serie dei Paesaggi immaginari (Imaginary Landscapes) nel 1939, nei quali venivano combinati suoni registrati, percussioni, e, nel caso di Imaginary Landscape # 4, dodici radio.
In Europa, verso la fine del 1940, Pierre Schaeffer coniò il termine musica concreta per fare riferimento alla peculiare natura dei suoni su nastro, separati dalla sorgente che le genera inizialmente. A seguito di ciò, sia in Europa che in America, altri compositori di musica contemporanea come Karlheinz Stockhausen, GM Koenig, Iannis Xenakis, La Monte Young, David Tudor, hanno compiuto degli studi sulle composizioni basate sul suono. Tra le tecniche che vennero utilizzate in questo periodo ci sono la manipolazione del nastro, la sintesi sonora, l'improvvisazione e l'elettronica dal vivo.

### Dal rumorismo moderno al noise post-moderno
La storica dell'arte Rosalind Krauss, disse che dal 1968 artisti come Robert Morris, Robert Smithson e Richard Serra erano "entrati in una condizione logica che non può più essere definita modernista". Le Arti del suono si trovarono nella stessa condizione, ma con una maggiore enfasi sulla distribuzione. Antiform e Process Art (Antiforma e Processo Artistico) divennero i termini più utilizzati per descrivere questa corrente culturale post-moderna e post-industriale. Molte furono le applicazioni nella musica colta, come avvenne con La Monte Young con la composizione 89 VI 8 C. 1:42-1:52 AM Parigi Encore, e con gli artisti di Fluxus con Poem For Chairs, Tables, Benches, Etc...
Anche nella scena del jazz d'avanguardia viene applicato il processo anti-forma che portò poi al "free noise" con esperimenti sonori di musicisti come John Coltrane, Faraone Sanders, Ornette Coleman, Cecil Taylor, Eric Dolphy, Archie Shepp, Sun Ra Arkestra, Albert Ayler, Peter Brötzmann, John Zorn. Nel 1970, il concetto stesso di Arte del suono venne ampliato, e diversi gruppi come Survival Research Laboratories, Borbetomagus e Elliot Sharp abbracciarono ed estesero le estetiche dissonanti e poco accessibili di questa musica.

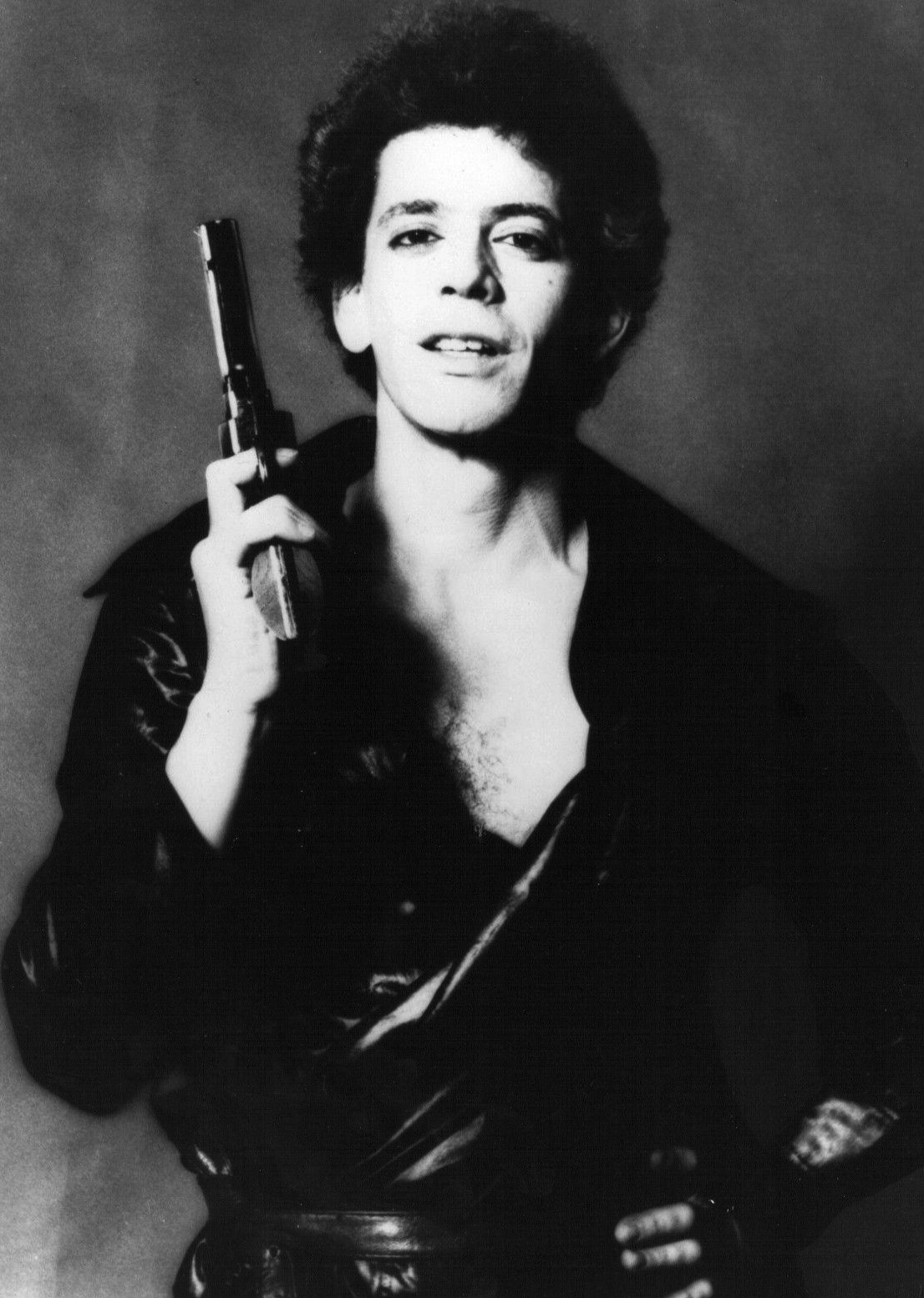
Lou Reed in una famosa foto degli anni settanta.

Nel 1975 esce il doppio LP di Lou Reed, Metal Machine Music (1975) che fu una delle prime pubblicazioni interamente rumoristiche di un musicista proveniente dalla musica rock, definito dal critico musicale Lester Bangs "l'album più grande mai realizzato nella storia del timpano umano". L'album è stato inoltre citato come uno dei "peggiori album di tutti i tempi". Reed che aveva conosciuto la drone music elettronica di La Monte Young e il suo progetto Theatre of Eternal Music, gruppo seminale della musica minimalista/rumorista della metà degli anni '60 di cui fecero parte John Cale, Marian Zazeela, Henry Flynt, Angus Maclise, Tony Conrad fu molto influenzato da queste modalità compositive. Le dissonanti note sostenute e la forte amplificazione ispirata ai Theatre of Eternal Music erano infatti già penetrate tramite John Cale nei brani dei Velvet Underground. In seguito John Cale e Tony Conrad pubblicarono anche le registrazioni rumoriste realizzate durante la metà degli anni Sessanta, come ad esempio la serie di Inside the Dream Syndicate di Cale (The Dream Syndicate fu il nome alternativo dato da Cale e Conrad alla loro lavoro collaborazione con La Monte Young).
Intorno allo stesso periodo, in Inghilterra muoveva i primi passi un altro movimento che fece largo uso di pratiche rumoriste. La musica industriale vedeva una serie di gruppi come Throbbing Gristle, Cabaret Voltaire, Monte Cazazza, Whitehouse, NON (al secolo Boyd Rice) riuniti attorno alla Industrial Records, etichetta che utilizzava spesso pubblicazioni in cassetta caratterizzate da editing su nastro, percussioni nette e ripetizioni distorte, al punto da poter degradare in un noise ancora più duro. Nel 1980, artisti industrial come Current 93, Hafler Trio, Throbbing Gristle, Coil, Laibach, Thee Temple ov Psychick Youth, Test Dept, Clock DVA, SPK ed Einstürzende Neubauten suonavano musica rumorista mescolando percussioni metalliche, chitarre e strumenti non convenzionali (ad esempio, martelli e ossa) durante l'esecuzione di elaborate rappresentazioni. Questi artisti sperimentavano con vari gradi di tecniche di produzione. Dalla prima scena industriale si ramificarono presto a macchia d'olio, una molteplicità di nuovi generi ed artisti che vengono oggi definiti come post-industriali. Parte di tale diffusione lo si deve ad un continuo proliferare di microetichette e fanzine dalle quali uscirono band come Étant Donnés, Le Syndicat, Factrix, Autopsia, Nocturnal Emissioni, Severed Hads e in Italia Maurizio Bianchi, Teho Teardo, Sigillum S, Ain Soph, The Sodality, Mauthausen Orchestra, T.A.C., Laxative Souls, Metadrive, Giancarlo Toniutti, Officine Schwartz, F:A.R., CCC CNC NCN.
L'improvvisa facilità di produrre registrazioni e pubblicazioni su cassetta della scena Industrial negli anni 1970, combinata con la simultanea influenza del punk rock, ha stabilito l'estetica della no wave, e promulgato quella che oggi viene comunemente denominata musica noise o noise rock.

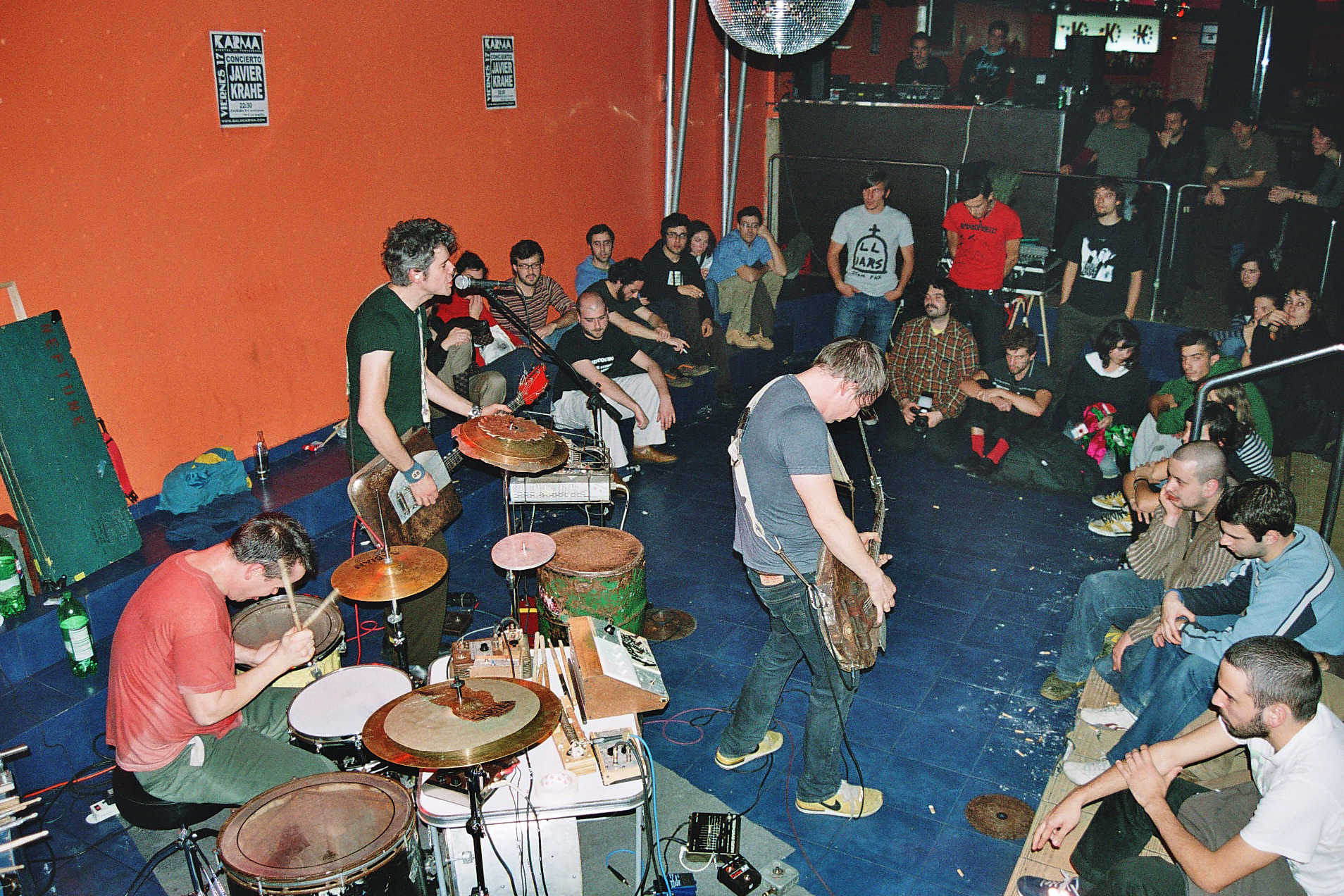
Neptune

Giustamente il nome noise rock unisce il rock al rumorismo. Di solito la matrice rock salta all'occhio nella strumentazione di questi gruppi (voce, chitarra, basso e batteria), ma pur utilizzando il più delle volte la forma canzone, vi è un maggiore uso di distorsione e di effetti elettronici, diversi gradi di atonalità, l'improvvisazione, e il rumore bianco. Una band di rilievo di questo genere sono i Sonic Youth che hanno preso ispirazione dai compositori di no wave come Glenn Branca e Rhys Chatham (egli stesso è uno studente di La Monte Young).
Dall'inizio degli anni ottanta in Giappone vi è stato un prolifico movimento rumorista denominato Japanoise che vede come autorevole portavoce il musicista Masami Akita, il cui pseudonimo Merzbow è ispirato dal progetto dell'artista Dada Kurt Schwitters Merz. Tra gli altri artisti giapponesi vi sono C.C.C.C., Incapacitants, K.K. Null, Yamazaki Maso's Masonna, Solmania, The Gerogerigegege, Hanatarash.

## Caratteristiche
Come la maggior parte dell'arte contemporanea, la musica noise prende caratteristiche da parte dei tratti negativi del rumore riprocessandole secondo delle estetiche e in diversi modi. Si può trovare il distinto sforzo nel creare qualcosa di bello percepito invece come brutto in quello che può essere definito come la ricerca del sublime post-industrial nell'arte.
(Morton Feldman da "Sound, Noise, Varèse, Boulez")
In musica, la dissonance è la qualità di suoni che costituiscono l'"instabile", e ha una fonetica di "necessità" per "risolvere" una "stabile" consonanza. Nonostante il fatto che parole come "spiacevole" e "reticolo" siano spesso utilizzate per descrivere il suono di dura dissonanza, di fatto tutta la musica con un armonico o una base tonale - anche la musica che è generalmente percepita come armonica - incorpora un certo grado di dissonanza.
D'uso comune, la parola rumore significa suono indesiderato o inquinamento acustico.
In elettronica il noise può far riferimento all'elettronica corrispondente al segnale di rumorosità (in un sistema audio) o un'elettronica corrispondente al segnale (visivo) del rumore comunemente considerato 'bianco' su una televisione o su degradate immagine video. In elaborazione del segnale o del calcolo possono essere considerati dati senza significato, che sarebbero, dati che non vengono utilizzati per trasmettere un segnale, ma semplicemente come un prodotto indesiderato prodotto da altre attività. Il noise può bloccare, distorcere o modificare il significato di un messaggio in entrambe le comunicazioni, umana ed elettronica.
Il rumore bianco è un segnale (o processo) casuale con una densità spettrale di potenza piatta. In altre parole, il segnale contiene parità di potere all'interno di una larghezza di banda fissa in un qualsiasi centro di frequenza. Il rumore bianco è considerato analogo alla luce bianca, che contiene tutte le frequenze.
In modo molto simile agli iniziali modernisti che sono stati ispirati dall'Arte naïf, alcuni musicisti contemporanei di noise in arte digitale sono interessati alle tecnologie audio arcaiche come i filo-registratori, le cartucce 8 tracce, e i vinili. Molti artisti non solo costruiscono il loro proprio dispositivo generatore di rumore, ma anche apparecchi di registrazione specializzati e software personalizzati (per esempio, il linguaggio C++ utilizzato per la creazione della "Sinfonia Virale" di Joseph Nechvatal).

## Raccolte noise
- An Anthology of Noise & Electronic Music, Volumes 1–7 Sub Rosa, various artists (1920–2007)
- Japanese Independent Music (2000) various artists, Paris Sonore
- Just Another Asshole #5 (1981) compilation LP (CD reissue 1995 on Atavistic #ALP39CD), producers: Barbara Ess & Glenn Branca
- New York Noise (2003) Soul Jazz B00009OYSE
- New York Noise, Vol. 2 (2006) Soul Jazz B000CHYHOG
- New York Noise, Vol. 3 (2006) Soul Jazz B000HEZ5CC
- Noise May-Day 2003, various artists, Coquette Japan CD Catalog#: NMD-2003
- No New York (1978) Antilles, (2006) Lilith, B000B63ISE